# オーミック接触
オーミック接触とは、オームの法則に従って線型の電流-電圧 (I-V) 曲線を持つ2つの導体の間の電気的接合で、整流作用の無い接合である。抵抗の小さいオーミック接触は、電荷が2つの導体間のどちらの方向へも流れやすくし、整流による遮断や電圧しきい値による余剰電力損失を無くすために用いられる。
一方で線形のI-V曲線を示さない接合や接触は、非オーミックであると言う。非オーミック接触は、pn接合、ショットキー障壁、整流作用のあるヘテロ接合、降伏接合など多くの形で見られる。
一般的に「オーミック接触」という言葉は、オーミックな振る舞いの達成に技術を要する半導体と金属のオーミック接触を暗に指している。金属-金属オーミック接触は、金属間に絶縁する不純物や酸化が無く直接接触するによって、比較的単純に作ることができる。はんだ付け、溶接、圧着、蒸着、電気めっきなど様々な技術がオーミック金属-金属接合を作るために用いられる。この記事では、金属-半導体オーミック接触に焦点を当てる。
抵抗が小さくて安定な半導体へのオーミック接触は半導体デバイスの性能と信頼性において重要であり、回路作製ではその作製とキャラクタリゼーションに力が注がれる。
半導体への接合が不十分だと、接合近くで空乏層ができることで整流作用を示してしまう。その結果デバイスと外部回路との間の電荷の流れをブロックし、デバイスを役に立たなくする。
一般的に半導体へのオーミック接触は、注意して選ばれた組成の金属薄膜を堆積することにより構成され、その後半導体-金属結合の形成のためアニーリング（焼なまし）をする。

## オーミック接触の形成の物理
オーミック接触とショットキー障壁はどちらもショットキー障壁高さに依存する。ショットキー障壁高さは、電子が半導体から金属へ移動するために必要な余分のエネルギーのしきい値を決める。両方の方向に簡単に電子が通れる（オーミック接触）のためには、障壁高さは少なくとも接合界面のいくつかの部分において小さくなければならない。良いオーミック接触（低抵抗）を作るためには、障壁高さはすべての部分で小さい必要があり、さらに界面は電子を反射してはいけない。
金属と半導体の間のショットキー障壁高さは、金属-真空仕事関数と半導体-真空電子親和力の差に比例するショットキー＝モット則によってナイーブに予言される。実際は、多くの金属-半導体界面は予想された程度ほどはこのルールに従わない。その代わり、金属に対する半導体結晶の化学的な末端はバンドギャップ内に電子状態を作る。この金属誘起ギャップ状態の性質と電子の占有は、バンドギャップの中心をフェルミ準位にピン止めし、フェルミ準位のピン止めとして知られる。金属-半導体接触でのショットキー障壁の高さは、ショットキー＝モット則と全く対照的に、半導体や金属の仕事関数の値にわずかしか依存しない。
半導体が異なればフェルミ準位のピン止めを示す程度も異なるが、高品質（低抵抗）なオーミック接触はシリコンやガリウムヒ素などの重要な半導体で作ることは通常難しい。
ショットキー＝モット則は完全に間違いというわけではない。実際は、大きな仕事関数の金属はp型半導体と良い接触を作るが、小さい仕事関数の金属はn型半導体とよい接触を作る。残念ながらこのモデルの予測力は、この内容を超えて広がらないことが実験的に示されている。現実的な状況下では、接触金属は半導体表面と反応して新しい電子特性をもつ化合物を作る。界面での不純物層は、障壁を効果的に広げる。半導体の表面は再構成し、新しい電子状態を作る。
界面化学の詳細への接触抵抗の依存性は、課題である再現性のあるオーミック接触の製造を作ることである

## オーミック接触の準備とキャラクタリゼーション
オーミック接触の製造は、材料工学のかなり研究された部分であるが、それでもなお現在も先端技術である。
再現性があり信頼性のある接触の製造は、半導体表面の清浄度に頼っている。
たとえばシリコン表面で自然酸化膜がただちに形成するため、接触の性能は作製の詳細に敏感に依存する。
欲しい接触のタイプを得るために、接触領域は高濃度にドープされることがある。
半導体が接合の近くで高濃度にドープされているとき、半導体上のオーミック接触は形成しやすくなる。
高濃度ドープすることで界面での空乏層は狭くなり、トンネル効果によって電子はどちらの方向にも流れる。
接触作製の基本的なステップは、半導体表面の洗浄、接触金属の堆積、パターニング、アニーリングである。表面洗浄はスパッタエッチング、化学エッチング、反応性ガスエッチング、イオンミリングで行われる。たとえばシリコンの自然酸化膜はフッ化水素酸への浸漬で除去される。一方でGaAsは一般的に臭素-メタノールに浸漬することで洗浄される。洗浄後はスパッタ堆積、蒸着、化学気相成長によって金属が堆積される。スパッタリングは蒸着よりも速く簡便に金属を堆積できるが、プラズマからのイオン衝撃が表面状態を誘起したり、表面での電荷キャリアのタイプを反転させたりしてしまう。このため、より穏やか速いCVDが好まれている。接触のパターニングは、リフトオフなどの標準的なフォトリソグラフィでできる。接触金属は後に溶解されるフォトレジスト層の穴を通じて堆積される。堆積後のアニーリングは、応力を取り除くだけでなく、金属と半導体との間の望ましい反応を誘起するためにも有用である。接触抵抗の測定は四端子測定法が最も単純に行われ、より正確な測定では伝送線測定が一般的である。

## 技術的に重要な種類のコンタクト
シリコンへの現代的なオーミック接触は、通常CVDで作られたシリサイド（ケイ化物）である。チタン-タングステン二ケイ化物などが用いられる。接触は遷移金属を堆積させて作られ、アニーリングによってシリサイドが作られた結果、シリサイドは非化学量論的となる。シリサイド接触は、化合物の直接スパッタリングや、遷移金属のイオン注入の後にアニーリングをすることでも堆積することができる。シリコンにおける別の重要な接触金属としてアルミニウムがあり、n型またはp型半導体で用いられる。他の反応性が高い金属と同様に、アルミニウムも自然酸化物中の酸素を消費することで接触が形成する。シリサイドがアルミニウムにほとんど取って代わった理由の一つとして、耐熱性の高い材料は特にその後の高温プロセスにおいて意図していない領域へ拡散しにくいことがある。
化合物半導体への接触の形成は、シリコンよりもかなり難しい。例えばGaAsの表面はヒ素を失う傾向があり、Asを失う傾向は金属の堆積によってかなり悪化させられる。さらにAsの揮発性は、GaAsデバイスが耐えられる堆積後のアニーリングの温度を制限する。GaAsやその他の化合物半導体での一つの解決策は、高濃度にドープした層とは対照的に、バンドギャップの小さい合金接触層を堆積することである。例えばGaAs自身はAlGaAsよりもバンドギャップが小さく、よって表面近くのGaAs層はオーム性の振る舞いを促進する。一般的にIII-V族半導体やII-VI族半導体でのオーミック接触の技術は、シリコンよりも発展していない。
| 材料                   | コンタクト材料                                     |
| ---------------------- | -------------------------------------------------- |
| Si                     | Al, Al-Si, TiSi2, TiN, W, MoSi2, PtSi, CoSi2, WSi2 |
| Ge                     | In, AuGa, AuSb                                     |
| GaAs                   | AuGe, PdGe, PdSi, Ti/Pt/Au                         |
| GaN                    | Ti/Al/Ni/Au, Pd/Au                                 |
| InSb                   | In                                                 |
| 酸化亜鉛               | InSnO2, Al                                         |
| CuIn1−xGaxSe2          | Mo, InSnO2                                         |
| テルル化カドミウム水銀 | In                                                 |

透明または半透明な接触は、アクティブマトリックス液晶ディスプレイ、レーザーダイオードや太陽電池などの光エレクトロニックデバイスで必要となる。最も有名な選択は、酸化物雰囲気でIn-Snターゲットの反応性スパッタリングによって形成される酸化インジウムスズである。

## 重要性
接触抵抗に関係するRC時定数は、デバイスの周波数応答を制限する。リード抵抗のchargingとdischargingは高クロックレートデジタルエレクトロニクスでの電力損失の主な原因である。接触抵抗は、低周波数やあまり一般的でない半導体から作られたアナログ回路（たとえば太陽電池）においてジュール熱によって電力損失を引き起こす。コンタクト作製手法の確立は、新しい半導体の技術発展の重要な部分である。コンタクトでのエレクトロマイグレーションや層間剥離も電子デバイスの寿命の制限である。